# 이정훈 (1976년)
이정훈(1976년 9월 25일 ~ )은 대한민국의 록 밴드 한음파의 보컬이자 '음악당 달다'의 상임연출가이기도 하다. 중국에서 유학하던 중 중국악기인 얼후와 중국식(내몽골식) 마두금을 배웠다고 한다.

## 작품 활동

### 작곡 및 음악 감독
공연
- 비주얼씨어터컴퍼니 꽃 〈자화상〉, 〈종이인간〉, 〈늑대의 옷〉
- 극단 서울괴담 〈잔몽〉, 〈도시괴담〉, 〈성북동 기이한 마을버스 여행〉
- 극단 배낭속 사람들 〈순환〉, 〈크린업〉, 〈변신〉